# Paulo Mendo
Adalberto Paulo da Fonseca Mendo (ur. 3 października 1932 w Lizbonie, zm. 3 kwietnia 2025 w Porto) – portugalski lekarz i polityk, deputowany, w latach 1993–1995 minister zdrowia.

## Życiorys
W trakcie studiów działał w opozycyjnej organizacji Movimento de Unidade Democrática, za co został zatrzymany przez funkcjonariuszy policji politycznej PIDE. Był aresztowany przez dwa i pół miesiąca. Ukończył studia medyczne w Porto, specjalizował się w zakresie neurologii i neuroradiologii. Od 1959 pracował w szpitalu uniwersyteckim CHU de São João w Porto, później m.in. praktykował jako lekarz w Maroku. Po przemianach politycznych powrócił do aktywności publicznej. W latach 1976–1977 i 1981–1983 pełnił funkcję sekretarza stanu do spraw zdrowia w portugalskich rządach. Gościnnie wykładał na Uniwersytecie w Porto. Pracował w instytucie nauk biomedycznych ICBAS (w latach 1984–1988 jako przewodniczący rady dyrektorów) oraz w szpitalu Hospital de Santo António (w latach 1987–1993 jako dyrektor tej placówki).
W latach 1993–1995 zajmował stanowisko ministra zdrowia w trzecim gabinecie Aníbala Cavaco Silvy. Następnie z ramienia Partii Socjaldemokratycznej sprawował mandat posła do Zgromadzenia Republiki VII kadencji. W 2000 przeszedł na emeryturę.